# Jean-François Laville
Pour les articles homonymes, voir Laville.
Jean-François Laville, né le 31 mars 1966, est un journaliste sportif français.

## Biographie
Il étudie d'abord au Lycée Camille-Guérin de Poitiers puis à la Faculté de droits de Poitiers.
Tous les soirs à 20 h 5 sur France 3, il anime, en alternance avec Henri Sannier et Pierre-Henry Brandet l'émission Tout le sport, le magazine des sports de France Télévisions. À partir de 2011, Jean-François Laville et Pierre-Henry Brandet sont remplacés par Claire Vocquier Ficot et Haron Tanzit.
Du 13 au 28 février 2010, en continu et en alternance sur France 2 et France 3, avec Laurent Luyat, il présente les différentes compétitions des Jeux olympiques d'hiver de Vancouver depuis les studios de France Télévisions.
De février 2011 à juillet 2014, il est rédacteur en chef de Stade 2, et à partir d'octobre 2011 rédacteur en chef des sports de France Télévisions chargé de la coordination des magazines.
En juillet 2020, la direction de France Télévisions lui signifie son licenciement après une enquête interne menée par le cabinet Interstys pour des faits de harcèlement à l'encontre de la journaliste Clémentine Sarlat entre 2017 et 2018.